# 楚克胡特山
71°25′S 13°27′E / 71.417°S 13.450°E
楚克胡特山（英語：Mount Zuckerhut）是南極洲的山峰，位於東部南極洲的毛德皇后地，屬於格魯伯山脈的一部分，處於里徹峰東南面3.2公里，海拔高度2,525米，由德國的探險隊發現。